# Procas granulicollis
Procas granulicollis es un coleóptero polífago de la familia Curculionidae, los verdaderos gorgojos. Fue descrita por primera vez en 1848 a partir de una muestra recogida en Cumbria y desde entonces ha sido encontrado en un número de otros sitios en Gran Bretaña, principalmente en el oeste. Se cree que es endémico a la isla, pero ahora también se sabe que se encuentra en España.
Tiene un tamaño de 4-7 mm de largo y sus cerdas de color negro con blanco le dan un aspecto moteado. Durante muchos años se le ha considerado como una variante de la especie relacionada Procas armillatus que es muy similar.
Se encuentra generalmente en los claros del bosque en sitios donde solo se puede encontrar la planta de la que se alimenta Ceratocapnos claviculata. Las larvas aún no se han descubierto pero se pueden alimentar en el interior de los tallos.